# Toadfish Rebecchi
Jarrod Vincenzo "Toadfish" Rebecchi (también conocido como: "Toadie") es un personaje ficticio de la serie de televisión australiana Neighbours, interpretado por el actor australiano Ryan Moloney desde el 8 de febrero de 1995, hasta ahora.

## Antecedentes
Toadfish es el hijo más chico de Kevin & Angie Rebecchi y el hermano de Shane & Stonefish. Como sus hermanos al inicio Toadie era un buscapleitos, sin embargo poco después se hizo muy buen amigo de Billy Kennedy y Libby Kennedy.

## Biografía
Susan Kennedy y Karl Kennedy, lo quieren y lo tratan como a un hijo y Toadie los considera su familia, sin embargo esto termina cuando la familia descubre que el bebé que está esperando Stephanie Scully, es de Dan el exesposo de Libby y que Toadie lo sabía desde el principio y que junto con Steph idearon la mentira de que el bebé era de él. Por lo que la familia le hace saber que ya no es bienvenido en su familia.
Después de divorciarse de Steph, Toadie y Sonya Mitchell retomaron su relación.
Cuando Steph se fue a visitar a su padre dio a luz a su hijo y lo llamó para contarle sobre la noticia. A su regreso a Erinsborough Steph decide no quedarse con el bebé y dárselo a Dan, quien regresó a la calle Ramsay solo para llevárselo con él. Cuando Toadie se enteró de la dcisión de Steph intentó hacerla cambiar de parecer sin embargo no lo logró.
Poco después Libby hace las paces con Toadie y ambos retoman su amistad. Más tarde en abril del 2011 Toadie por fin se entera de que Sonya es la madre biológica de Callum, lo que ocasiona que se sienta traicionado, molesto Toadie termina su relación con Sonya y le prohíbe acercársele a él o a Callum, sin embargo regresan poco después.
En el 2012 Sonya y Toadie descubren que está embarazada y quedan encantados, cuando van a su primer chequeo la pareja descubre que están esperando una niña, después de platicar acerca de que apellido tendría la bebé cuando naciera llegan a la conclusión que tendría el apellido Rebecchi. Más tarde cuando Sonya encuentra una foto de Eleonor "Nell" Mangel decide que la bebé se llamará "Nell". 
Más tarde Sonya es llevada al hospital cuando su bolsa de agua se rompe y descubren que hay meconio en la líquido amniótico, poco después la pareja le da la bienvenida a su hija Nell Rebecchi, cuando Toadie descubre a Sonya inconsciente en su cama Karl la lleva a cirugía.